# FA Cup de 1871–72
A 1871-1872 Football Association Challenge Cup foi a primeira edição da Football Association Challenge Cup, mais conhecida atualmente como FA Cup ou Copa da Inglaterra, sendo a mais antiga competição de futebol no mundo. Quinze dos cinquenta membros associados participaram da primeira competição, embora três desistiram sem jogar nenhuma partida. A final, realizada no Kennington Oval em Londres, 16 de março de 1872, os Wanderers venceram os Royal Engineers por um gol, marcado por Morton Betts, que jogava com o pseudônimo de A. H. Chequer.
O time escocês Queen's Park entrou na competição e chegou até as semifinais sem jogar nenhuma partida, devido a uma combinação de concordância em locais para as partidas, oponentes desistindo e bye. Após segurarem um empate contra os Wanderers na semifinal, entretanto, não tinham condições de irem até Londres para uma nova partida e foram forçados a desistir, dando um walkover para seu oponente. Na época em que a competição foi realizada, havia uma regra que, no caso de um empate entre dois times, ambos times podiam avançar a fase seguinte se o comitê organizador permitisse. Esta regra foi utilizada duas vezes.

## História
A Football Association, organização que regulava o futebol na Inglaterra, fora formada em 1863, mas nos seus primeiros oito anos, os membros jogavam apenas amistosos sem premiação. Em 1871, Charles Alcock, o secretário da associação, concebeu a ideia de um torneio eliminatório aberto a todos os clubes membros,com um troféu a ser dado ao vencedor. A inspiração de Alcock veio de seus dias na Harrow School, onde as casas competiam cada ano pelo título da "Cock House". Os 50 clubes que compunham a associação poderiam entrar, mas apenas 12 resolveram participar: Barnes, Civil Service, Crystal Palace F.C., Upton Park, Clapaham Rovers, Royal Wanderers, Wanderers, Harrow Chequers F.C., Harrow School, Lausanne, Windsor Home Park e Hampstead Heathens. Antes da primeira rodada acontecer, Harrow School, Lausanne e Windsor Home Park desistiram, reduzindo o número de times para nove. Entretanto, seis outros times resolveram entrar, incluindo o escocês Queen's Park. .
A grande maioria dos participantes desta edição já se extinguiram. O Queen's Park continuou participando da FA Cup até 1887, quando a Associação Escocesa de Futebol proibiu seus clubes membros de entrarem em competições inglesas. O Queen's Park ainda está ativo e participa das divisões inferiores da liga escocesa. Marlow e Maidenhead (agora Maidenhead United) aidna estão ativos, e só não participaram de uma edição da competição. Um time do Civil Service ainda existe, mas joga em ligas amadoras. O Crystal Palace dessa competição não deve ser confundido com o atual Crystal Palace Football Club. O time de Hitchins nos anos 1870 transformou-se no atual Hitchin Town F.C. em 1928.

## Calendário
| Fase          | Data                               | Número de jogos | Clubes | Novas entradas nesta rodada |
| ------------- | ---------------------------------- | --------------- | ------ | --------------------------- |
| Primeira Fase | 11 de novembro de 1871             | 7 (4 jogados)   | 14 → 9 | 14                          |
| Segunda Fase  | 16 de dezembro de 1871             | 5 (4 jogados)   | 10 → 5 | 1                           |
| Terceira Fase | 20/27 de janeiro de 1872           | 2               | 5 → 4  | nenhum                      |
| Semifinais    | 17 de fevereiro/5 de março de 1872 | 2               | 4 → 2  | nenhum                      |
| Final         | 16 de março de 1872                | 1               | 2 → 1  | nenhum                      |

## Primeira fase
Embora houvesse sete jogos agendados para primeira fase, só quatro foram realizados. Wanderers F.C. e Royal Engineers A.F.C. venceram suas partidas por walkovers quando seus oponentes desistiram da competição. Queen's Park e Donington School não conseguiram entrar em acordo para um local de jogo, e por isso permitiram os dois passarem de fase sem jogar. Devido ao número ímpar de participantes, o Hampstead Heathens F.C. foi passado automaticamente para a segunda rodada. O primeiro gol da FA Cup foi marcado pelo Jarvis Kenrick do Clapham Rovers F.C..
| Time da casa       | Placar | Visitante        | Público |
| ------------------ | ------ | ---------------- | ------- |
| Barnes             | 2–0    | Civil Service    | 1200    |
| Hitchin            | 0–0    | Crystal Palace   | 750     |
| Maidenhead         | 2–0    | Marlow           | 1287    |
| Queen's Park       | vs.    | Donington School | N/disp. |
| Upton Park         | 1–3    | Clapham Rovers   | 1500    |
| Royal Engineers    | w/o de | Reigate Priory   | N/disp. |
| Wanderers          | w/o de | Harrow Chequers  | N/disp. |
| Hampstead Heathens | bye    |                  |         |

- Queen's Park e Donington School foram passados de fase pois não chegaram a um acordo de onde realizar a partida
- Crystal Palace e Hitchin empataram, e os dois passaram para a segunda fase sem a necessidade de um jogo-desempate.

## Segunda fase
Na segunda fase, Donington School F.C. e Queen's Park F.C. teriam que se enfrentar de novo. Desta vez Donington desistiu, permtindo que o Queen's Park passasse de fase, ainda sem ter jogado nenhuma partida. O jogo entre Hampstead Heathens e Barnes terminou em empate, mas os dois tiveram que fazer um jogo-desempate, e o Hampstead Heathens venceu.
|                | Time da casa       | Placar | Time visitante     | Público |
| -------------- | ------------------ | ------ | ------------------ | ------- |
|                | Barnes             | 1–1    | Hampstead Heathens | 1200    |
| Jogo-desempate | Hampstead Heathens | 1–0    | Barnes             | 600     |
|                | Crystal Palace     | 3–0    | Maidenhead         | 1535    |
|                | Hitchin            | 0–5    | Royal Engineers    | 750     |
|                | Wanderers          | 3–1    | Clapham Rovers     | 2000    |
|                | Queen's Park       | w/o de | Donington School   |         |

## Terceira fase
Devido ao número ímpar de times restando na competição, o Queen's Park passou as semifinais sem ter jogado nenhum jogo ainda na competição. A partida entre Wanderers e Crystal Palace F.C. terminou empatada e permitiram que os dois times avançassem para as semifinais. O Royal Engineers A.F.C. completou os times das semifinais ao vencer o Hampstead Heathens. Os Heathens nunca mais participaram da competição.
| Time da casa    | Placar | Visitante          | Público |
| --------------- | ------ | ------------------ | ------- |
| Royal Engineers | 3–0    | Hampstead Heathens | 1800    |
| Wanderers       | 0–0    | Crystal Palace     | 2000    |
| Queen's Park    | bye    |                    |         |

## Semifinais
Todas partidas dessa fase foram realizadas no Kennington Oval, em Londres. Ambas semifinais acabaram sem gols, e foram necessários jogos-desempate. Entretanto, o Queen's Park F.C. não tinha condições de uma outra longa viagem de Glasgow para Londres, e por isso desistiram da competição. O Royal Engineers conseguiu a vaga na final ao bater o Crystal Palace na segunda partida.
| 17 de fevereiro de 1872 | Crystal Palace | 0 – 0 | Royal Engineers | Kennington Oval, Londres |
|                         |                |       |                 |                          |

| 5 de março de 1872 | Queen's Park | 0 – 0 | Wanderers | Kennington Oval, Londres |
|                    |              |       |           |                          |

### Jogos-desempate
| 9 março 1872 | Royal Engineers | 3 – 0 | Crystal Palace | Kennington Oval, Londres |
|              |                 |       |                |                          |

|  | Wanderers | WO de | Queen's Park |  |
|  |           |       |              |  |

## Final
A final aconteceu no Kennington Oval, entre Wanderers e Royal Engineers. Os Engineers foram os pioneiros no conceito da tática de passar a bola, que na época era conhecido como "Combination Game" e era considerado extremamente inovador na época, pois os times utilizavam mais o drible. Apesar disso, os Wanderers venceram a partida por 1-0 com um gol de Morton Betts. Por razões desconhecidas, Betts jogou a final com o pseudônimo de "A.H. Chequer", derivado do fato de ser membro do clube Harrow Chequers.
| 16 de Março de 1872 | Wanderers | 1 – 0  | Royal Engineers | Kennington Oval, Londres                               |
|                     | Betts 15' | Report |                 | Público: 2,000 Árbitro: Alfred Stair (Upton Park F.C.) |